# أوتو هاينريش دريشسلر
أوتو هاينريش دريشلر (1 أبريل 1895 - 5 مايو 1945) المفوض العام لاتفيا لنظام الاحتلال الألماني النازي (مفوضية الرايخ أوستلاند) خلال الحرب العالمية الثانية. وبهذه الصفة، لعب دورًا في إنشاء حي ريغا اليهودي وتورط في إبادة يهود لاتفيا. انتحر في 5 مايو 1945، بعد القبض عليه من قبل القوات البريطانية.

## حياته
أصبح طالبًا ضابطًا (Fahnenjunker) في فوج المشاة لوبيك في الجيش الألماني في عام 1914. أصيب بجروح بالغة وفقد ساقه. تم حشده من الرايخويهر في عام 1920. خلال جمهورية فايمار بدأ دراسة طب الأسنان، وحصلت على درجة دكتوراه في فنون طب الأسنان. في هذا الوقت، أصبح عضوا في الاتحاد الاسكندنافي.

## مهنة النازية
في عام 1925 انضم دريشلر إلى الحزب النازي. في وقت لاحق، أصبح المشرف ("Oberstaffelführer") على تجمع كتيبة العاصفة للسيارات.